# Ford Motor Company Brasil - Divisão Troller

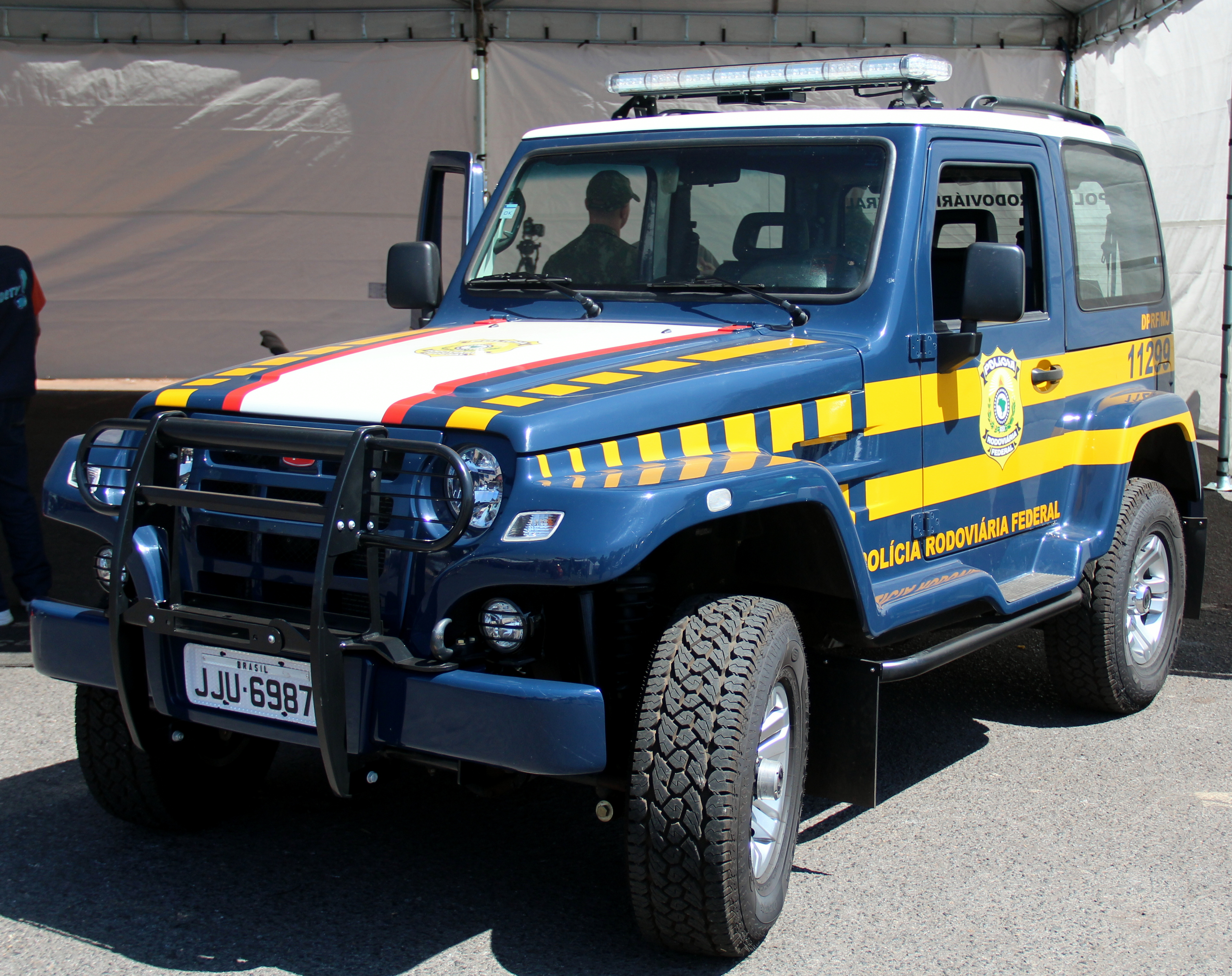
Troller T4

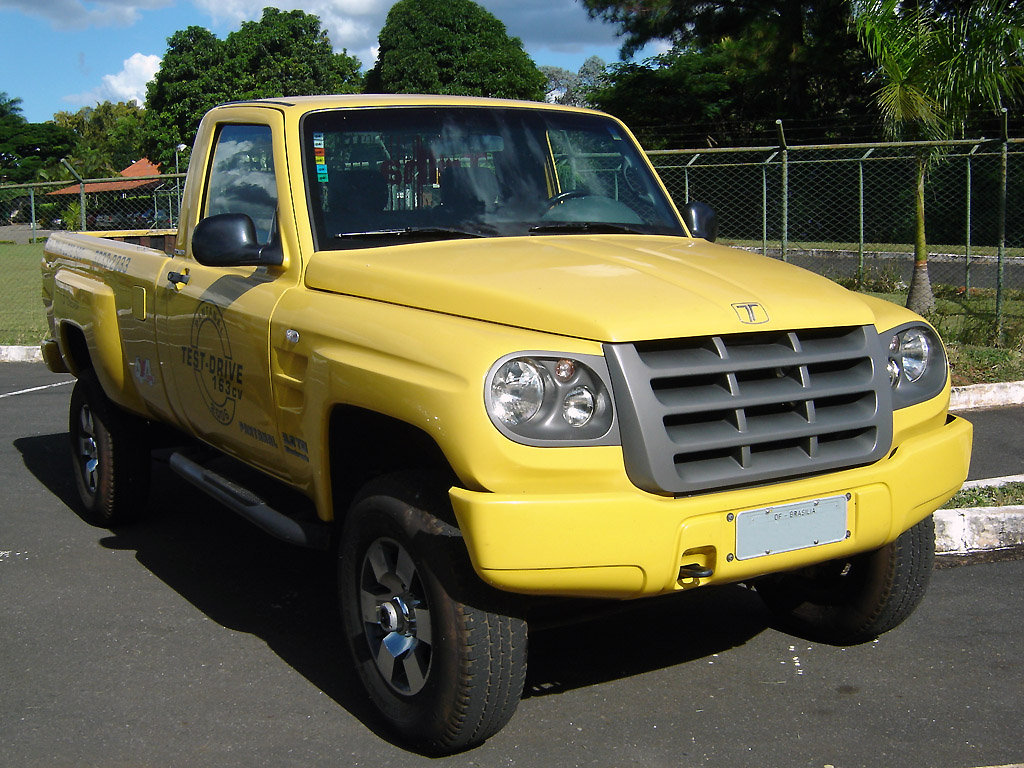
Troller Pantanal

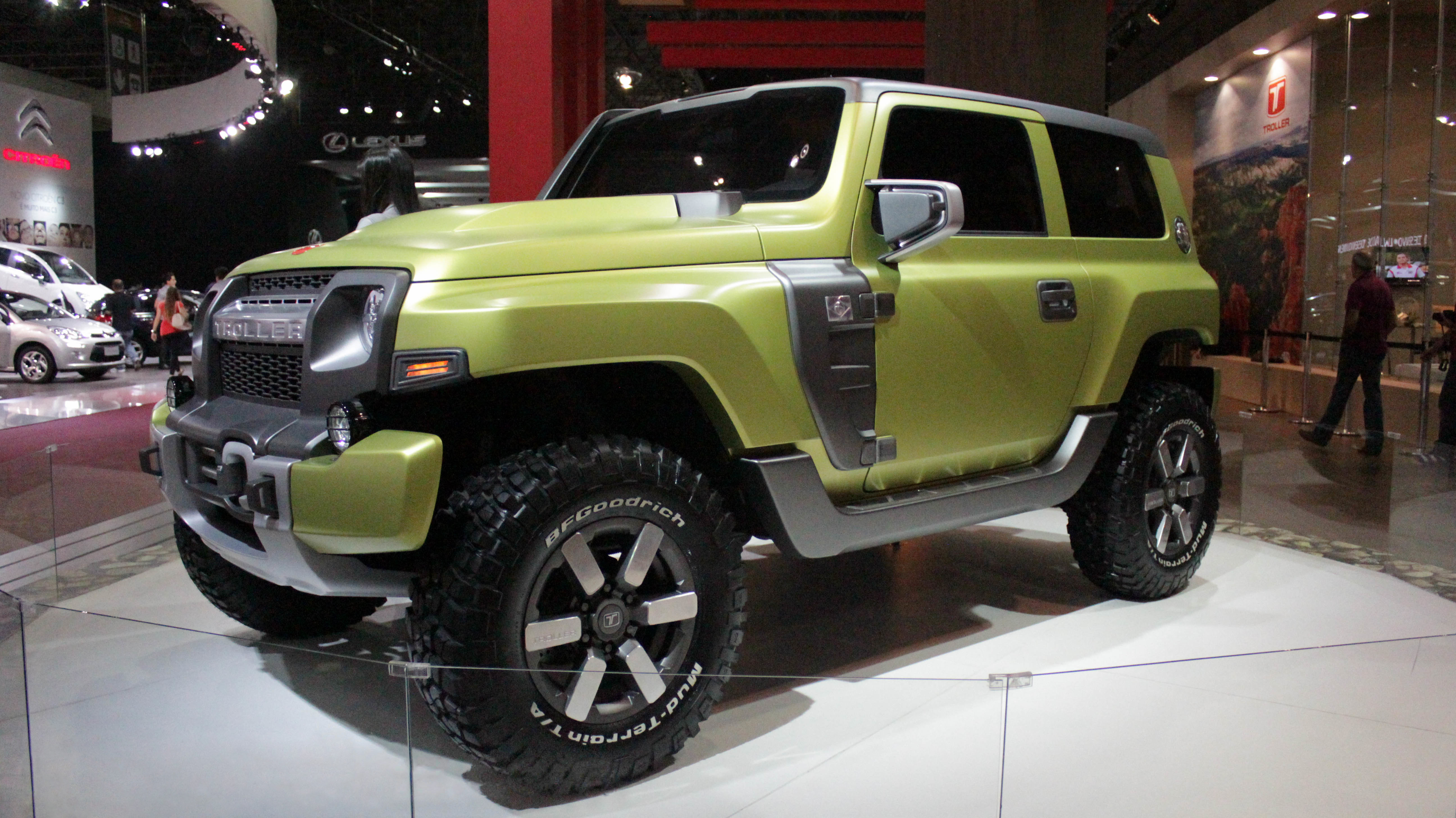
Konzept Troller TR-X

Ford Motor Company Brasil Ltda. - Divisão Troller, vorher Troller Veículos Especiais, war ein brasilianischer Hersteller von Automobilen.

## Unternehmensgeschichte
Rogério Farias gründete das Unternehmen Troller Veículos Especiais in Horizonte im Bundesstaat Ceará. Als Gründungsjahr wird 1993 genannt. Er begann 1994 mit der Entwicklung von Automobilen. Als Markenname war zunächst Troler vorgesehen. Nachdem Mário Araripe 1997 ins Unternehmen eintrat, begann die Serienproduktion. Der Markenname lautet Troller.
Im Juli 2004 wurden 30 Fahrzeuge nach Angola exportiert. Es gab Pläne für eine Produktion im dortigen Benguela, wobei unklar bleibt, ob tatsächlich Troller-Fahrzeuge in Angola montiert wurden.
2007 übernahm Ford do Brasil das Unternehmen und führte es seitdem als Ford Motor Company Brasil - Divisão Troller weiter. Im Januar 2021 kündigte der CEO der Muttergesellschaft unter Verweis auf die Corona-Pandemie an, die Produktion in Horizonte im vierten Quartal des Jahres zu schließen. Im August 2021 verließ der letzte Troller die Fabrik in Ceará.

## Produktionszahlen
Zwischen 1994 und 1997 entstanden 44 Prototypen. 2000 stellte das Unternehmen 500 Fahrzeuge her und im Folgejahr 727. Für 2002 sind 1031 Fahrzeuge und für 2003 920 Fahrzeuge überliefert. 2005 entstanden etwa 1200 Fahrzeuge. 2007 stellte das Unternehmen 1165 Fahrzeuge und im Folgejahr 1077 Fahrzeuge her.

## Fahrzeuge
Im Angebot standen Geländewagen. Das erste Modell war ein zweitüriger Kombi mit fünf Sitzen. Die Karosserie bestand aus Kunststoff. Zunächst trieb ein Ottomotor von Volkswagen do Brasil mit 2 Liter Hubraum und 114 PS Leistung die Fahrzeuge an,  das Unternehmen gab dagegen an, dass der Motor anfangs 1,8 Liter hatte und erst ab dem Folgejahr 2 Liter. 1998 folgte eine überarbeitete Version, die ab 1999 T 4 genannt wurde. Die nächste Überarbeitung im Jahr 2000 brachte zusätzlich einen Dieselmotor von MWM mit 2,8 Liter Hubraum und 114 PS Leistung ins Sortiment. Der Benzinmotor wurde ein Jahr später aus dem Angebot gestrichen. Ab 2003 leistete der Dieselmotor 97 kW/132 PS. 2005 ersetzte ein Dieselmotor mit Common-Rail-Dieselmotor, 3 Liter Hubraum und 119 kW / 162 PS den bisherigen Motor mit Einspritzpumpe.
Im April 2003 kamen die Militärversion T 4-M und 2004 der Pick-up Pantanal dazu. Der Pick-up wurde 2007 eingestellt.
2012 präsentierte das Unternehmen den Prototyp TR-X auf einer Automobilausstellung. Auf dieser Basis erschien 2014 ein neuer T 4. Gegenüber dem bisherigen Modell hat er einen 17 cm längeren Radstand und ist 15 cm länger. Der Fünfzylinder-Turbodieselmotor mit 3198 cm³ Hubraum und 147 kW/200 PS stammt vom Ford Ranger.

## Rallye-Einsätze
Vier Fahrzeuge vom Typ T 5 nahmen im Jahr 2000 an der Rallye Dakar teil. Sie hatten einen V6-Motor von Ford mit 4000 cm³ Hubraum und 162 PS Leistung.